# 銀圓券
银圆券是银圆兑换券的简称，中華民國政府在中国大陆崩潰前夕於部份地區发行之一種紙幣:4488。自1949年（民國38年）7月起發行，用意是以旧有银本位的银圆取代价值已近废纸的金圆券。银圆券发行的同时，中国大陆政局形势渐变。随着局势，银元券价值亦大幅贬值。最后，銀圓券在中国大陆被中国人民银行发行的人民币所取代，並由中华人民共和国政府陸續用人民幣作價收回:4488。

## 簡介
1949年（民國38年）4、5月間，南京、上海相繼被中国人民解放军攻佔。政府敗退廣州、重慶等地。中華民國行政院于5月4日迁往广州，开始商讨发行银圆券:4488。
同年5月7日，广州市政府宣布暂時改以银圆征税。当时金圆券价值已接近废纸，民间一般多以貴金屬、银圆、港币、外币交易，小额交易亦有以物易物。為代替急劇貶值、幾同廢紙的金圓券，政府於1949年7月發行銀圓兌換券:4488。
同年7月3日，閻錫山公佈「改革幣制令」，發行銀元券，規定其價值等於硬幣銀元一元:172。4日，行政院在广州宣布《银圆及银圆兑换券发行办法》，恢复使用银本位的银圆货币，政府交易以银圆或新发行的银圆券进行。银圆券1元兑银圆1元（含纯银23.493448克），可无限兑换。而金圆券则以五亿元折合为银圆券一元，限于9月1日前收兑。初发行时，银圆券面额分1、5、10、50、100元。8日，重庆亦开始发行银圆券。
由于有法币、金圆券接連無限貶值，中國國民黨已經信用破產，加上政局日下，虽然有无限兑换银圆的保证，银圆券仍难逃贬值的命运。7月17日新华社发表声明，中国人民解放军解放西南后只会收兑银圆而不接受银圆券。银圆券即出现贬值，在广州，兑港币的价值立即下滑。广州市政府禁止外币流通，但无实效。之后多次出现以银圆券抢兑银圆。由于银行的银圆储备不足，只好在8月起改为限额兑换，市民对银圆券信心崩溃，价值暴跌。之后随着战事日下，广州及西南在1949年（民國38年）下半年相继由中国人民解放军攻占。
惟以戰局之變化，迅速失敗，市面交易仍以黃金、白銀、外幣為媒介:172。政府為籌措戰費，三個半月以內支出黃金、银圆，及外幣共值1億2千萬美元以上，皆取自中華民國中央銀行之庫存:172。银圆券亦从此停止流通。
1949年（民國38年）7月23日公布《中華民國三十八年愛國公債條例》15條時，第七條規定：「認購本公債，除照票以銀圓或銀圓兌換券繳購外，得以白銀，或黃金，或外國幣券，或政府指定之實物，按照市價折合繳購。」同法第八條：「本公債還本付息，一律以銀圓，或銀圓兌換券給付。」該法到了民國39年（1950年）4月25日才得到立法院第1屆第5會期第十八次會議追認。1973年（民國62年）3月30日，廢止該法15條，同年4月11日公布，以後通行的中華民國法律就不再提到銀圓兌換券。
雖然銀圓券早已退出市場，但《銀圓及銀圓兌換券發行辦法》卻一直要到1992年8月5日才正式廢除。至此，銀圓券在法理上亦告失效。

## 票樣

### 幣券
- 1949年（民國38年）4月，國民政府遷往廣州，金圓券大幅貶值，所有市面買賣改以銀元作價。
- 由於輔幣不足，中央銀行青島分行於5月14日發行小面額銀元輔幣券，於地方流通。
- 由於輔幣不足，重慶中央銀行亦於6月24日發行各種小面額“重慶”地名直式銀元輔幣券，流通於四川、西康兩省。
- 以上，這些鈔券均屬於地方流通券。與低面額銀元輔民國38年7月中央銀行根據「銀元及銀元兌換券發行辦法 （页面存档备份，存于）」正式發行的銀元券不同。

| 图案 | 正面 | 背面 | 面值 | 發行日期           | 備註 |
| ---- | --- | --- | ---- | ------------------ | --- |
|      | 綠色調 券面上刻示著蔣委員長頭像、 「重慶中央銀行銀圓輔幣券」、 「積成拾角兌換銀元壹元」 「中央印刷廠重慶廠」、 壹分等字樣。   | 綠色調 券面上圖案使用花紋圖像及 註明面額數字1、西元發行年份、 英文「ONE CENT」 「THE CENTRAL BANK OF CHINA」 等說明文字。                        | 壹分 | 民國38年（1949年） | 版別：中央印製廠重慶廠版 （页面存档备份，存于） 印製年版：民國38年（1949年）。 發行地區：大陸地區（四川、西康） 鈔券尺寸(毫米)：123 X 58。 |
|      | 紅色調 券面上刻示著蔣委員長頭像、 「重慶中央銀行銀圓輔幣券」、 「積成拾角兌換銀元壹元」 「中央印刷廠重慶廠」、 伍分等字樣。   | 紅色調 券面上圖案使用花紋圖像及 註明面額數字5、西元發行年份、 英文「FIVE CENTS」 「THE CENTRAL BANK OF CHINA」 等說明文字。                      | 伍分 | 民國38年（1949年） | 版別：中央印製廠重慶廠版 （页面存档备份，存于） 印製年版：民國38年（1949年）。 發行地區：大陸地區（四川、西康） 鈔券尺寸(毫米)：124 X 58。 |
|      | 紅色調 券面上刻示著棧橋圖像、 「中央銀行青島分行銀圓輔幣券」、 「每拾角兌換銀元壹元」 伍分等字樣。                            | 紅色調 券面上圖案使用花紋圖像及 註明面額數字5、西元發行年份、 英文「FIVE CENTS」 「THE CENTRAL BANK OF CHINA」 、「TSINGTAO BRANCH」等說明文字。 | 伍分 | 民國38年（1949年） | 版別：中央印製廠別不明 印製年版：民國38年（1949年）。 發行地區：大陸地區 鈔券尺寸(毫米)：不詳。                                            |
|      | 藍色調 券面上刻示著蔣委員長頭像、 「重慶中央銀行銀圓輔幣券」、 「積成拾角兌換銀元壹元」 「中央印刷廠重慶廠」、 壹角等字樣。   | 藍色調 券面上圖案使用花紋圖像及 註明面額數字10、西元發行年份、 英文「TEN CENTS」 「THE CENTRAL BANK OF CHINA」 等說明文字。                      | 壹角 | 民國38年（1949年） | 版別：中央印製廠重慶廠版 （页面存档备份，存于） 印製年版：民國38年（1949年）。 發行地區：大陸地區（四川、西康） 鈔券尺寸(毫米)：127 X 62。 |
|      | 綠色調 券面上刻示著棧橋圖像、 「中央銀行青島分行銀圓輔幣券」、 「每拾角兌換銀元壹元」 壹角等字樣。                            | 綠色調 券面上圖案使用花紋圖像及 註明面額數字10、西元發行年份、 英文「TEN CENTS」 「THE CENTRAL BANK OF CHINA」 、「TSINGTAO BRANCH」等說明文字。 | 壹角 | 民國38年（1949年） | 版別：中央印製廠別不明 （页面存档备份，存于） 印製年版：民國38年（1949年）。 發行地區：大陸地區 鈔券尺寸(毫米)：107 X 53。                 |
|      | 橘色調 券面上刻示著蔣委員長頭像、 「重慶中央銀行銀圓輔幣券」、 「積成拾角兌換銀元壹元」 「中央印刷廠重慶廠」、 貳角等字樣。   | 橘色調 券面上圖案使用花紋圖像及 註明面額數字20、西元發行年份、 英文「TWENTY CENTS」 「THE CENTRAL BANK OF CHINA」 等說明文字。                   | 貳角 | 民國38年（1949年） | 版別：中央印製廠重慶廠版 （页面存档备份，存于） 印製年版：民國38年（1949年）。 發行地區：大陸地區（四川、西康） 鈔券尺寸(毫米)：127 X 59。 |
|      | 紫褐色調 券面上刻示著蔣委員長頭像、 「重慶中央銀行銀圓輔幣券」、 「積成拾角兌換銀元壹元」 「中央印刷廠重慶廠」、 伍角等字樣。 | 紫褐色調 券面上圖案使用花紋圖像及 註明面額數字50、西元發行年份、 英文「FIFTY CENTS」 「THE CENTRAL BANK OF CHINA」 等說明文字。                  | 伍角 | 民國38年（1949年） | 版別：中央印製廠重慶廠版 （页面存档备份，存于） 印製年版：民國38年（1949年）。 發行地區：大陸地區（四川、西康） 鈔券尺寸(毫米)：129 X 59。 |

### 低面額鈔券
- 1949年（民國38年）7月2日公布「銀元及銀元兌換券發行辦法」，再行幣制改革，發行銀元券。
- 「銀元及銀元兌換券發行辦法」因「動員戡亂時期臨時條款」廢止。於1992年（民國81年）8月5日由總統明令廢止[5]。

| 图案                                                                               | 正面 | 背面 | 面值   | 發行日期           | 備註 |
| ---------------------------------------------------------------------------------- | --- | --- | ------ | ------------------ | --- |
| 橫式銀元伍分券 （silver five cents.$ 10） 未發行 （页面存档备份，存于）            | 綠色調 國父孫中山頭像、 「中央銀行銀圓券」、 「中央印製廠臺北廠」 發行年份與伍分等字樣。                                       | 綠色調 券面上圖案使用「北京天壇」 圖像及註明面額數字5與（CENTS）、 西元發行年份、英文「FIVE CENTS」、 「THE CENTRAL BANK OF CHINA」 等說明文字。                                                                                | 伍分   | 未發行             | 版別：中央印製廠臺北廠版 （页面存档备份，存于） 印製年版：民國38年（1949年）。 發行地區：大陸地區 鈔券尺寸(毫米)：95 X 52。  |
|                                                                                    | 紫色調 國父孫中山頭像、 「中央銀行銀圓券」、 「每拾角兌換銀圓券壹圓」 「中華書局股份有限公司」 發行年份與壹角等字樣。          | 紫色調 券面上圖案使用「北京天壇」 圖像及註明面額數字10、 西元發行年份、 「中華書局（股）公司」英文名稱、 英文TEN CENTS及 「THE CENTRAL BANK OF CHINA」 等說明文字。                                                             | 壹角   | 民國38年（1949年） | 版別：中華書局版 （页面存档备份，存于） 印製年版：民國38年（1949年） 發行地區：大陸地區 鈔券尺寸(毫米)：104 X 52。           |
|                                                                                    | 綠色調 國父孫中山頭像、 「中央銀行銀圓券」、 「每拾角兌換銀圓券壹圓」 「中華書局股份有限公司」 發行年份與貳角等字樣。          | 綠色調 券面上圖案使用「北京天壇」 圖像及註明面額數字20、 西元發行年份、 「中華書局（股）公司」英文名稱、 英文TWENTY CENTS及 「THE CENTRAL BANK OF CHINA」 等說明文字。                                                          | 貳角   | 民國38年（1949年） | 版別：中華書局版 （页面存档备份，存于） 印製年版：民國38年（1949年） 發行地區：大陸地區 鈔券尺寸(毫米)：104 X 52。           |
| 橫式銀元伍角券 （silver fifty cents.$ 50） 未發行 （页面存档备份，存于）           | 褐色調 國父孫中山頭像、 「中央銀行銀圓券」、 「中央印製廠臺北廠」 發行年份與伍角等字樣。                                       | 褐色調 券面上圖案使用「北京天壇」 圖像及註明面額數字50與（CENTS）、 西元發行年份、英文「FIFTY CENTS」 「THE CENTRAL BANK OF CHINA」 等說明文字。                                                                                | 伍角   | 未發行             | 版別：中央印製廠臺北廠版 （页面存档备份，存于） 印製年版：民國38年（1949年）。 發行地區：大陸地區 鈔券尺寸(毫米)：112 X 51。 |
| 橫式銀元壹圓券 （one silver dollar.$ 1） 未發行 （页面存档备份，存于）             | 綠色調 國父孫中山頭像、 「中央銀行銀圓券」、 「中央印製廠臺北廠」 發行年份與壹圓等字樣。                                       | 藍色調 券面上圖案使用「帆船」 圖像及註明面額數字1與（ONE）、 西元發行年份、英文 「ONE SILVER DOLLAR」 「THE CENTRAL BANK OF CHINA」 及「PROMISES TO PAY THE BEARER ON DEMAND」 等說明文字。                                     | 壹圓   | 未發行。           | 版別：中央印製廠臺北廠版 （页面存档备份，存于） 印製年版：民國38年（1949年）。 發行地區：大陸地區 鈔券尺寸(毫米)：148 X 60。 |
|                                                                                    | 藍綠色調 國父孫中山頭像、 「中央銀行銀圓券」、 「憑票兌換銀圓」 「中華書局股份有限公司」、 發行年份與壹圓 、壹等字樣。         | 藍色調 券面上圖案使用「帆船」 圖像及註明面額數字1、 西元發行年份、 「中華書局（股）公司」 與英文 「ONE SILVER DOLLAR」 「THE CENTRAL BANK OF CHINA」 及「PROMISES TO PAY THE BEARER ON DEMAND」 等說明文字。                    | 壹圓   | 民國38年（1949年） | 版別：中華書局版 印製年版：民國38年（1949年）。 發行地區：大陸地區 鈔券尺寸(毫米)：150 X 60。                                |
|                                                                                    | 棕紅色調 國父孫中山頭像、 「中央銀行銀圓券」、 「憑票兌換銀圓」 「中華書局股份有限公司」、 重慶、發行年份與壹圓 、壹等字樣。   | 棕紅色調 券面上圖案使用「帆船」 圖像及註明面額數字1、 西元發行年份、 「中華書局（股）公司」 與重慶英文名稱、英文 「ONE SILVER DOLLAR」 「THE CENTRAL BANK OF CHINA」 及「PROMISES TO PAY THE BEARER ON DEMAND」 等說明文字。    | 壹圓   | 民國38年（1949年） | 版別：中華書局版 （页面存档备份，存于） 印製年版：民國38年（1949年）。 發行地區：大陸地區（重慶） 鈔券尺寸(毫米)：150 X 60。 |
|                                                                                    | 紫色調 國父孫中山頭像、 「中央銀行銀圓券」、 「憑票兌換銀圓」 「中華書局股份有限公司」、 廣州、發行年份與壹圓 、壹等字樣。     | 深綠色調 券面上圖案使用「帆船」 圖像及註明面額數字1、 西元發行年份、 「中華書局（股）公司」 與廣東英文名稱、英文 「ONE SILVER DOLLAR」 「THE CENTRAL BANK OF CHINA」 及「PROMISES TO PAY THE BEARER ON DEMAND」 等說明文字。    | 壹圓   | 民國38年（1949年） | 版別：中華書局版 （页面存档备份，存于） 印製年版：民國38年（1949年）。 發行地區：大陸地區（廣州） 鈔券尺寸(毫米)：150 X 60。 |
|                                                                                    | 褐色調 國父孫中山頭像、 「中央銀行銀圓券」、 「憑票兌換銀圓」 「中華書局股份有限公司」、 重慶、發行年份與伍圓 、伍等字樣。     | 褐色調 券面上圖案使用「帆船」 圖像及註明面額數字5、 西元發行年份、 「中華書局（股）公司」 與重慶英文名稱、英文 「FIVE SILVER DOLLAR」 「THE CENTRAL BANK OF CHINA」 及「PROMISES TO PAY THE BEARER ON DEMAND」 等說明文字。     | 伍圓   | 民國38年（1949年） | 版別：中華書局版 （页面存档备份，存于） 印製年版：民國38年（1949年）。 發行地區：大陸地區（重慶） 鈔券尺寸(毫米)：150 X 60。 |
|                                                                                    | 咖啡色調 國父孫中山頭像、 「中央銀行銀圓券」、 「憑票兌換銀圓」 「中華書局股份有限公司」、 廣州、發行年份與伍圓 、伍等字樣。   | 咖啡色調 券面上圖案使用「帆船」 圖像及註明面額數字5、 西元發行年份、 「中華書局（股）公司」 與廣東英文名稱、英文 「FIVE SILVER DOLLAR」 「THE CENTRAL BANK OF CHINA」 及「PROMISES TO PAY THE BEARER ON DEMAND」 等說明文字。   | 伍圓   | 民國38年（1949年） | 版別：中華書局版 （页面存档备份，存于） 印製年版：民國38年（1949年）。 發行地區：大陸地區（廣州） 鈔券尺寸(毫米)：150 X 60。 |
|                                                                                    | 紅色調 國父孫中山頭像、 「中央銀行銀圓券」、 「憑票兌換銀圓」 「中華書局股份有限公司」、 發行年份與拾圓 、拾等字樣。           | 紅色調 券面上圖案使用「帆船」 圖像及註明面額數字10、 西元發行年份、 「中華書局（股）公司」與英文 「TEN SILVER DOLLAR」 「THE CENTRAL BANK OF CHINA」 及「PROMISES TO PAY THE BEARER ON DEMAND」 等說明文字。                    | 拾圓   | 民國38年（1949年） | 版別：中華書局版 （页面存档备份，存于） 印製年版：民國38年（1949年）。 發行地區：大陸地區 鈔券尺寸(毫米)：150 X 60。         |
|                                                                                    | 紅色調 國父孫中山頭像、 「中央銀行銀圓券」、 「憑票兌換銀圓」 「中華書局股份有限公司」、 重慶、發行年份與拾圓 、拾等字樣。     | 紅色調 券面上圖案使用「帆船」 圖像及註明面額數字10、 西元發行年份、 「中華書局（股）公司」 與重慶英文名稱、英文 「TEN SILVER DOLLAR」 「THE CENTRAL BANK OF CHINA」 及「PROMISES TO PAY THE BEARER ON DEMAND」 等說明文字。     | 拾圓   | 民國38年（1949年） | 版別：中華書局版 （页面存档备份，存于） 印製年版：民國38年（1949年）。 發行地區：大陸地區（重慶） 鈔券尺寸(毫米)：150 X 60。 |
|                                                                                    | 橄欖綠色調 國父孫中山頭像、 「中央銀行銀圓券」、 「憑票兌換銀圓」 「中華書局股份有限公司」、 廣州、發行年份與拾圓 、拾等字樣。 | 橄欖綠色調 券面上圖案使用「帆船」 圖像及註明面額數字10、 西元發行年份、 「中華書局（股）公司」 與廣東英文名稱、英文 「TEN SILVER DOLLAR」 「THE CENTRAL BANK OF CHINA」 及「PROMISES TO PAY THE BEARER ON DEMAND」 等說明文字。 | 拾圓   | 民國38年（1949年） | 版別：中華書局版 （页面存档备份，存于） 印製年版：民國38年（1949年）。 發行地區：大陸地區（廣州） 鈔券尺寸(毫米)：150 X 60。 |
| 橫式銀元壹佰圓券 （one hundred silver dollar.$ 100） 未發行 （页面存档备份，存于） | 綠色調 國父孫中山頭像、 「中央銀行銀圓券」、 「憑票兌換銀圓」 「中華書局股份有限公司」、 重慶、發行年份與壹佰圓 、壹佰等字樣。 | 綠色調 券面上圖案使用「帆船」 圖像及註明面額數字100、 西元發行年份、 「中華書局（股）公司」 與重慶英文名稱、英文 「100 SILVER DOLLAR」 「THE CENTRAL BANK OF CHINA」 及「PROMISES TO PAY THE BEARER ON DEMAND」 等說明文字。    | 壹佰圓 | 未發行             | 版別：中華書局版 （页面存档备份，存于） 印製年版：民國38年（1949年）。 發行地區：大陸地區（重慶） 鈔券尺寸(毫米)：150 X 60。 |

### 低面額銀元輔幣券（浙江、舟山群島流通用）
- 1949年（民國38年）4月，國民政府遷往廣州，金圓券大幅貶值，所有市面買賣改以銀元作價。由於輔幣不足，重慶中央銀行於6月24日發行各種小面額“重慶”地名直式銀元輔幣券，流通於四川、西康兩省。這些鈔券屬於地方流通券，與民國38年7月中央銀行根據「銀元及銀元兌換券發行辦法」正式發行的銀元券不同。
- 浙江省銀行發行之銀元輔幣券為平版印刷，供當時撤退至舟山群島之軍民流通使用。

| 图案                                                                                          | 正面 | 背面                                                                               | 面值 | 發行日期           | 備註 |
| --------------------------------------------------------------------------------------------- | --- | ---------------------------------------------------------------------------------- | ---- | ------------------ | --- |
| 橫式浙江省銀行壹角銀元輔幣券 （silver ten cents.$ 10） 民國38年發行 （页面存档备份，存于）    | 黑色調 券面上刻示著「浙江六和塔」圖像 、 「浙江省銀行銀元輔幣券」、 「積成拾角兌換銀元壹元」 「中央印刷廠臺北廠」、 印製年份、壹角等字樣。 | 黑色調 券面上圖案使用花紋圖像及 註明面額數字10 CENTS， 董事長與總經理簽名 等文字。 | 壹角 | 民國38年（1949年） | 版別：中央印製廠臺北廠版 （页面存档备份，存于） 印製年版：民國38年（1949年）。 發行地區：大陸地區（浙江、舟山群島） 鈔券尺寸(毫米)：94 X 49。  |
| 橫式浙江省銀行貳角銀元輔幣券 （silver twenty cents.$ 20） 民國38年發行 （页面存档备份，存于） | 橘色調 券面上刻示著「浙江六和塔」圖像 、 「浙江省銀行銀元輔幣券」、 「積成拾角兌換銀元壹元」 「中央印刷廠臺北廠」、 印製年份、貳角等字樣。 | 橘色調 券面上圖案使用花紋圖像及 註明面額數字20 CENTS， 董事長與總經理簽名 等文字。 | 貳角 | 民國38年（1949年） | 版別：中央印製廠臺北廠版 （页面存档备份，存于） 印製年版：民國38年（1949年）。 發行地區：大陸地區（浙江、舟山群島） 鈔券尺寸(毫米)：101 X 56。 |

### 低面額兌換鈔券（浙江、舟山群島流通用）
- 浙江省銀行發行之銀元兌換券為平版印刷，供當時（民國38年）撤退至舟山群島之軍民流通使用。

| 图案                                                                                        | 正面 | 背面 | 面值 | 發行日期           | 備註 |
| ------------------------------------------------------------------------------------------- | --- | --- | ---- | ------------------ | --- |
| 橫式浙江省銀行壹圓銀元兌換券 （one silver dollar.$ 1） 民國38年發行 （页面存档备份，存于）  | 橘色調 國父孫中山側頭像、 「浙江六和塔」圖像 、 「浙江省銀行銀元兌換券」、 「中央印製廠臺北廠」 發行年份與壹圓，壹等字樣。 | 橘色調 券面上圖案使用「帆船」 圖像及註明面額數字1， 董事長與總經理簽名 等文字。 | 壹圓 | 民國38年（1949年） | 版別：中央印製廠臺北廠版 （页面存档备份，存于） 印製年版：民國38年（1949年）。 發行地區：大陸地區（浙江、舟山群島） 鈔券尺寸(毫米)：146 X 68。 |
| 橫式浙江省銀行伍圓銀元兌換券 （five silver dollar.$ 5） 民國39年發行 （页面存档备份，存于） | 綠色調 國父孫中山頭像、 「浙江省銀行銀元兌換券」、 「中央印製廠臺北廠」 發行年份與伍圓，伍等字樣。                         | 綠色調 券面上圖案使用「浙江六和塔」 圖像及註明面額數字5、 西元發行年份、英文 「FIVE SILVER DOLLAR」 「THE CHEKIANG PROVINCIA BANK」 及「PROMISES TO PAY THE BEARER ON DEMAND」 等說明文字。 | 伍圓 | 民國39年（1950年） | 版別：中央印製廠臺北廠版 （页面存档备份，存于） 印製年版：民國39年（1950年）。 發行地區：大陸地區（浙江、舟山群島） 鈔券尺寸(毫米)：151 X 71。 |